# Communauté rurale de Diaroumé
La commune  de Diaroumé est une communauté rurale du Sénégal située en Casamance, au sud du pays. 
Dotée d'une nouvelle configuration en 2008, elle fait partie de l'arrondissement de Diaroumé, du département de Bounkiling et de la région de Sédhiou.